# 2023년 이스라엘 사법 개혁 시위
2023년 이스라엘 사법 개혁 시위는 2023년 초 이스라엘에서 정부의 광범위한 사법 개혁 추진에 대한 반대 시위이다. 거리 시위, 파업, 단식 투쟁 등의 형태로 진행되었다.
시위는 1월 7일 텔아비브의 하비마 광장에서 시작되었으며, 이후 1월 14일부터 2월 11일까지 예루살렘, 하이파, 베르셰바 등지로 번졌다. 매주 토요일과 전국의 도시에서 그리고 특정 요일에 일어나고 있다.